# Britanski Djevičanski otoci
Britanski Djevičanski otoci (engl.: the British Virgin Islands) su grupa otoka u Malim Antilima, u Karipskom moru, istočno od Portorika. Oni su britanski prekomorski posjed Ujedinjenog Kraljevstva. Više od 60 otoka i grebena su nastanjeni. Zajedno s Američkim Djevičanskim otocima čine otočje Djevičanski otoci.

## Zemljopis i klima
Područje Britanskih djevičanskih otoka obuhvaća otoke Anegada, Beef Island, Cooper Island, Ginger Island, Jost Van Dyke, Norman Island, Peter Island, Salt Island, Tortola, Virgin Gorda i pored njih još niz malih otoka oko kanala Sir Francisa Drakea.
Otok Anegada se sastoji od koralja i vapnenca i relativno je nizak, dok su ostali otoci vulkanskog porijekla, brežuljkasti i brdoviti. Najviša točka na otocima je Mount Sage i nalazi se na Tortoli. 
Klima je suptropska i vlažna, ali su temperature ublažene vjetrovima. Sezona uragana i tropskih oluja traje od srpnja do listopada. Prirodne zalihe pitke vode su ograničene uz izuzetak rijeka koje ljeti presuše i izvora na Tortoli. Najznačajniji izvori pitke vode su bunari i kišnica.

## Povijest
U 1. stoljeću pr. Kr. otoke naseljavaju Arawak indijanci, koje su u 15. stoljeću pokorili Karibi. Kristofor Kolumbo je 1493. za Europljane "otkrio" Djevičanske otoke. Španjolske trupe su 1555. pobijedili Karibe i u idućim desetljećima ih istrijebili. Prvi Europljani koji su naselili ove otoke bili su 1648.Nizozemci, a Engleska ih je anektirala 1648. Britanci su uspjeli provesti na otocima uzgoj šećerne trske.
Prvo stalno naselje osnovali su na otoku Tortoli Danci 1648. godine, a nedugo nakon toga otoke zaposjedaju Britanci. U početku su stanovnici uzgajali pamuk, no dolaskom robova kao jeftine radne snage stvorene su velike plantaže šećerne trske. Melasa se izvozila u Novu Englesku gdje se od nje proizvodio rum koji se tada izvozio u Englesku. Rum bi se zatim u Africi zamjenjivao za nove robove koje su prevozili na otoke kako bi se moglo proizvesti još više šećerne trske i melase. Taj trgovački trokut trajao je sve do ukidanja ropstva 1807. godine. Plantaže su tada redom propadale, a stanovništvo životarilo sve do početka razvoja turizma.

## Stanovništvo
Danas na otocima živi oko 21.700 stanovnika. Oko 90% stanovništva su potomci afričkih robova koje su Englezi doveli za rad na plantažama šećerne trske. Na otocima su prisutne gotovo svi oblici kršćanskih religija zapadne provenijencije, a manje od 4 posto pripadaju nekim drugim religijama ili su deklarirani ateisti.

## Gospodarstvo
Gospodarstvo, koje je jedno od najstabilnijih u području jako je ovisno o turizmu i od njega potiče oko 45% društvenog proizvoda na otocima. Godine 1998., otoke je posjetilo oko 350.000 turista, od kojih je većina bila iz SAD-a. Na otocima se osjećaju posljedice stagnacije gospodarstva SAD-a kroz nešto smanjeni dolazak turista. Od sredine 80.-tih godina prošlog stoljeća otočka uprava otvorila je mogućnost osnivanja tzv. poduzeća s "poštanskim sandučićem". Takse za osnivanje takvih poduzeća postale su vrlo važan dio izvora prihoda uprave otoka. Krajem 2000. godine takvih je registriranih poduzeća na otocima bilo oko 400.000.
Najvažnija grana poljoprivrede je stočarstvo. Loša kvaliteta tla omogućuje samo ograničenu opskrbu domaćeg stanovništva.
Gospodarstvo Britanskih Djevičanskih otoka usko je povezano s američkim Djevičanskim otocima, a od 1959. službeno je sredstvo plaćanja američki dolar.

## Promet
Na cestama, kojih ima ukupno 177 km, promet se odvija lijevom stranom. U Road Townu, koji je glavni grad, postoji luka, a na otocima ima ukupno pet aerodroma.